# Laurent Cassegrain

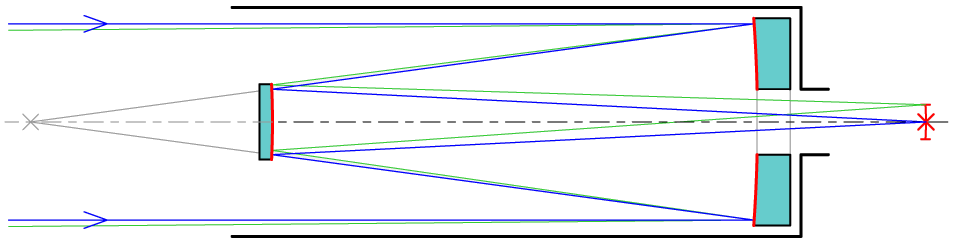
Bieg światła w teleskopie Cassegraina

Laurent Cassegrain (ur. ok. 1629, zm. 31 sierpnia 1693) – francuski ksiądz.
Do samej śmierci pracował w Wyższej Szkole w Chartres wykładając fizykę. Istnieją dowody na to, że był twórcą teleskopu zwierciadlanego Cassegraina, którego konstrukcja okazała się lepsza od teleskopu Newtona. Teleskop ten składa się z dwóch zwierciadeł, przy czym osie optyczne obu leżą na jednej prostej. Teleskopy zwierciadlane odgrywają do dzisiaj dużą rolę w astronomii, ponieważ eliminują aberrację chromatyczną występującą w teleskopach soczewkowych.
Jego prace na ten temat nie zostały opublikowane po krytycznej ocenie Huygensa, który zapewne obawiał się konkurencji dla teleskopu Newtona. Dlatego imię Cassegraina zostało na długo zapomniane, ale większość współczesnych teleskopów zwierciadlanych wykorzystuje konstrukcję zaproponowaną przez niego.